# Theodo II

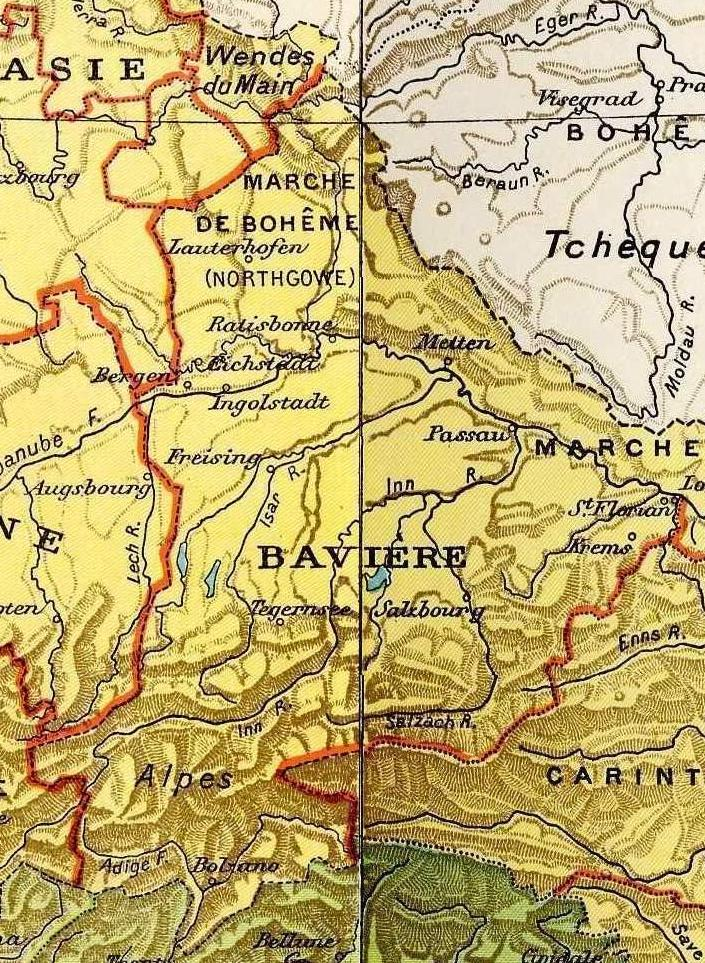
Beieren in de Frankische tijd

Theodo II van Beieren was hertog van de Bajuwaren uit Beieren van 680-717. Soms wordt hij ook wel Theodo V genoemd.

## Biografie
Zijn ouders zijn niet gekend, hij was een kleinzoon van Garibald II van Beieren. Theodo was getrouwd met Folchaid met wie hij vier zonen had, Theudebert of Theodo III, Theudebald, Tassilo II, Grimoald, ze hadden nog een dochter Guntrud die trouwde met Liutprand van de Longobarden. 
Theodo speelde een belangrijke rol in de opbouw van een eigen Beierse kerk. Hij creëerde bisdommen en stuurde zendelingen door geheel Beieren: de heiligen Rupert van Salzburg, Erhard van Regensburg, en Corbinianus. In 702 bood hij onderdak aan de Longobardische troonpretendent Ansprand en zijn zoon Liutprand.
Na zijn dood werd het land onder zijn vier zonen verdeeld.
- Theudebert kreeg de regio rond Salzburg
- Theudebald kreeg de regio rond Regensburg
- Tassilo II kreeg de regio rond Passau
- Grimoald II kreeg de regio rond Freising